# Brindisi Football Club
Pour les articles homonymes, voir Brindisi (homonymie).
Maillots
Dernière mise à jour : 6 octobre 2024.
Le Brindisi Football Club est un club de football italien basé à Brindisi.

## Historique des noms
- 1928-1972 : Polisportiva Brindisi Sport
- 1972-1990 : Brindisi Sport
- 1990-2004 : Brindisi Calcio
- 2004-2011 : Football Brindisi 1912
- 2011-2015 : Società Sportiva Dilettantistica Calcio Città di Brindisi
- 2015-2017 : Associazione Sportiva Dilettantistica Brindisi
- 2017-2023: Società Sportiva Dilettantistica Brindisi Football Club
- 2023- : Brindisi Football Club